# Jacob Ramsey
Jacob Matthew Ramsey (sinh ngày 28 tháng 5 năm 2001) là một cầu thủ bóng đá chuyên nghiệp người Anh thi đấu ở vị trí tiền vệ cho câu lạc bộ Aston Villa tại Giải bóng đá Ngoại hạng Anh.

## Danh hiệu
U21 Anh
- Giải vô địch U-21 châu Âu: 2023[4]

Cá nhân
- Cầu thủ xuất sắc nhất mùa giải của Học viện Aston Villa: 2018–19[5]
- Cầu thủ trẻ xuất sắc nhất mùa giải của Aston Villa: 2021–22[6], 2022–23[7]
- Cầu thủ xuất sắc nhất mùa giải của Aston Villa: 2021–22[6]
- Học viện Premier League học viên xuất sắc nhất mùa giải: 2022–23[8]